# Nagroda Polskiej Rady Biznesu
Nagroda Polskiej Rady Biznesu jest przyznawana od 2012. Jest to jedno z najbardziej znanych i prestiżowych wyróżnień dla najwybitniejszych postaci polskiej przedsiębiorczości i sektora działalności społecznej.
Nagroda przyznawana jest obecnie w czterech kategoriach:
- Sukces – Nagroda im. Jana Kulczyka – przyznawana za zrealizowanie spektakularnego projektu biznesowego, który wywarł trwały wpływ na polski rynek.
- Wizja i Innowacje – Nagroda pod patronatem Zarządu Polskiej Rady Biznesu – przyznawana za zastosowanie nowej, odważnej, niestandardowej i niekonwencjonalnej koncepcji lub nowej idei biznesowej.
- Działalność społeczna – Nagroda im. Andrzeja Czerneckiego – przyznawana za działalność społeczną i filantropijną, której celem jest pomoc osobom i środowiskom szczególnie potrzebującym.
- Nagroda specjalna – Nagroda im. Jana Wejcherta – przyznawana za działalność, która wywarła znaczący wpływ na rozwój polskiego życia gospodarczego i społecznego.

W niektórych latach nie zostali wyłonieni finaliści w wybranych kategoriach.
W 2019 roku po raz pierwszy w historii Nagrody, Kapituła nie wyłoniła laureata w kategorii Wizja i Innowacje, a wszyscy trzej finaliści z tej kategorii otrzymali wyróżnienia.

## 9. edycja Nagrody Polskiej Rady Biznesu
Ogłoszenie laureatów nastąpi 18 maja 2020.

### Kategoria Sukces
| Finalista/Laureat | Imię i nazwisko    | Funkcja |
| ----------------- | ------------------ | --- |
| Finalista         | Adam Góral         | założyciel i prezes firmy Asseco Poland S.A., największej polskiej spółki informatycznej, specjalizującej się w produkcji oprogramowania komputerowego |
| Finalista         | Marcin Ochnik      | prezes firmy Ochnik S.A. od 2003 roku, obecnie ich firma jest liderem na polskim rynku odzieży i galanterii skórzanej                                  |
| Finalista         | Izabella Wałkowska | prezes firmy Plastwil Sp. z.o.o., produkującej systemy przytwierdzania szyn kolejowych i tramwajowych                                                  |

### Kategoria Wizja i Innowacje
| Finalista/Laureat | Imię i nazwisko     | Funkcja |
| ----------------- | ------------------- | --- |
| Finalista         | Bartosz Kubik       | współzałożyciel i prezes firmy Ekoenergetyka-Polska Sp. z.o.o., producenta szybkich stacji ładowania pojazdów elektrycznych |
| Finalista         | Adam Piotrowski     | prezes rodzinnej firmy Vigo System S.A., światowego lidera produkcji niechłodzonych, fotonowych detektorów podczerwieni     |
| Finalista         | Prof. Jakub Swadźba | założyciel i prezes firmy Diagnostyka Sp. z.o.o. z siedzibą w Krakowie, największej sieci laboratoriów medycznych w Polsce  |

### Kategoria Działalność Społeczna
| Finalista/Laureat | Imię i nazwisko    | Funkcja |
| ----------------- | ------------------ | --- |
| Finalista         | Irena Dawid-Olczyk | współzałożycielka i prezeska Fundacji Przeciwko Handlowi Ludźmi i Niewolnictwu La Strada, pomysłodawczyni i długoletnia koordynatorka Krajowego Centrum Interwencyjno-Konsultacyjnego dla Ofiar Handlu Ludźmi |
| Finalista         | Slava Melnyk       | dyrektor Kampanii Przeciw Homofobii (KPH), ogólnopolskiego stowarzyszenia działającego przeciwko dyskryminacji osób LGBTQI |
| Finalista         | Tomasz Waśniewski  | współzałożyciel i prezes Fundacji RT-ON oraz inicjator powołania Ogólnopolskiej Koalicji „Rozwój Tak – Odkrywki Nie”, unikalnej inicjatywy społecznej łączącej działania samorządów, lokalnych ruchów obywatelskich, ekspertów i organizacji pozarządowych przeciwnych budowie nowych odkrywkowych kopalni węgla brunatnego w Polsce i na świecie oraz łamaniu praw obywatelskich |

### Nagroda specjalna
Ogłoszenia nagrody specjalnej należy się spodziewać w czasie ogłoszenia laureatów 18 maja 2020.

## 8. edycja Nagrody Polskiej Rady Biznesu[2][3]
Ogłoszenie laureatów nastąpiło w maju 2019 roku.

### Kategoria Sukces
| Finalista/Laureat | Imię i nazwisko     | Funkcja |
| ----------------- | ------------------- | --- |
| Laureat           | Igor Klaja          | założyciel i Prezes Zarządu spółki OTCF, która zbudowana jest na pasji do sportu, wytrwałości i konsekwencji                                                           |
| Finalista         | Krzysztof Domarecki | założyciel i Prezes Zarządu Grupy Selena, która jest globalnym producentem i dystrybutorem chemii budowlanej                                                           |
| Finalista         | Paweł Szataniak     | współzałożyciel i przewodniczący Rady Nadzorczej Grupy Wielton, która jest jednym z trzech największych producentów naczep, przyczep i zabudów samochodowych w Europie |

### Kategoria Wizja i Innowacje
Po raz pierwszy w historii Nagrody, Kapituła Konkursu nie wyłoniła laureata w tej kategorii.
| Finalista/Laureat | Imię i nazwisko  | Funkcja |
| ----------------- | ---------------- | --- |
| Finalista         | Dawid Cycoń      | współzałożyciel, prezes zarządu i zarazem dyrektor ds. badań i rozwoju ML System |
| Finalista         | Rafał Modrzewski | współzałożyciel i CEO działającej od 2014 roku spółki ICEYE, która jako pierwsza i jedyna firma na świecie stworzyła i skomercjalizowała mikrosatelitę wyposażonego w radar syntetycznej apertury (SAR) |
| Finalista         | Wiktor Schmidt   | współtwórca i CEO Netguru, która w ciągu 10 lat z małego start-upu przekształciła się w guru internetu                                                                                                  |

### Kategoria Działalność Społeczna
| Finalista/Laureat | Imię i nazwisko        | Funkcja |
| ----------------- | ---------------------- | --- |
| Laureat           | Róża Rzeplińska        | prezes Stowarzyszenia 61, niezależnej, apartyjnej, pozarządowej organizacji, której intencją jest ochrona prawa obywateli do informacji o osobach pełniących funkcje publiczne.                              |
| Finalista         | Katarzyna Szymielewicz | jedna z założycielek i prezeska fundacji Panoptykon, której celem jest ochrona podstawowych wolności i praw człowieka wobec zagrożeń związanych z rozwojem współczesnych technik nadzoru nad społeczeństwem. |
| Finalista         | Alicja Tomaszewska     | jedna z inicjatorek i liderka Fundacji ITAKA Centrum Poszukiwań Ludzi Zaginionych |

### Nagroda specjalna
Nagrodę specjalną PRB im. Jana Wejcherta otrzymał Jerzy Owsiak – Wielka Orkiestra Świątecznej Pomocy. 

## 7. edycja Nagrody Polskiej Rady Biznesu[4][5]
Ogłoszenie laureatów nastąpiło w maju 2018 roku.

### Kategoria Sukces
| Finalista/Laureat | Imię i nazwisko  | Funkcja                                              |
| ----------------- | ---------------- | ---------------------------------------------------- |
| Laureat           | Przemysław Gacek | założyciel, pomysłodawca i prezes Grupy Pracuj.      |
| Finalista         | Zbigniew Grycan  | założyciel i prezes Lodziarni Firmowych Grycan       |
| Finalista         | Zenon Ziaja      | założyciel i prezes Ziaja Ltd Zakład Produkcji Leków |

### Kategoria Wizja i Innowacje
Kapituła nie wyłoniła finalistów w tej kategorii.

### Kategoria Działalność Społeczna
| Finalista/Laureat | Imię i nazwisko    | Funkcja                                |
| ----------------- | ------------------ | -------------------------------------- |
| Laureat           | Bartosz Pilitowski | Fundacja Court Watch Polska            |
| Finalista         | Paweł Cywiński     | Fundacja Chlebem i Solą, uchodzcy.info |
| Finalista         | Andrzej Guła       | Polski Alarm Smogowy                   |
| Finalista         | Weronika Paszewska | Akcja Demokracja                       |

### Nagroda specjalna
Nagrodę specjalną PRB im. Jana Wejcherta otrzymał ks. Adam Boniecki – kapłan, dziennikarz.